# Caliban (Marvel Comics)
Caliban —Calibán en España— es un personaje ficticio que aparece en los cómics estadounidenses publicados por Marvel Comics. Apareció por primera vez en The Uncanny X-Men # 148 (agosto de 1981), del escritor Chris Claremont y el artista Dave Cockrum. Un mutante con la capacidad de sentir a otros mutantes, originalmente era miembro de los Morlocks. También fue miembro de X-Factor, X-Men, Fuerza-X y 198. Fue elegido dos veces por Apocalipsis como uno de los Jinetes de Apocalipsis, primero como Muerte y la segunda vez como Pestilencia, y Apocalipsis también mejoró sus superpoderes a través de la manipulación genética.
El personaje fue retratado en la película por Tómas Lemarquis en X-Men: Apocalipsis (2016) y su versión anterior por Stephen Merchant en Logan (2017).

## Historial de publicaciones
El personaje apareció por primera vez en Uncanny X-Men # 148 (agosto de 1981), fue creado por Chris Claremont y Dave Cockrum.

## Biografía ficticia

### Origen
Caliban es un mutante albino, con una tez pálida y grandes ojos azules. En algún momento de su vida, fue desterrado de su casa por su padre, quien lo llamó Caliban, en referencia a un personaje de la obra de teatro La tempestad de William Shakespeare.
Caliban siempre habla en tercera persona. Fue descubierto por la mutante Callisto, que lo tomó bajo su ala, y al enterarse de su capacidad de rastrear a otros mutantes, Callisto utilizó a Caliban para localizar a otros mutantes marginados y así, organiza a los Morlocks, una banda de mutantes sin hogar, rechazados.

### Morlocks
Los Morlocks fundadores fueron Caliban, Callisto, Masque, Plaga y Sunder. Los Morlocks habitaron en las alcantarillas y el túnel de "El Callejón", abandonado debajo de Nueva York. La mayor parte de los Morlocks, al igual que Caliban, poseían apariencias grotescas.
En una ocasión, Caliban detecta la presencia de mutantes cercanos y entra en un club nocturno de Nueva York en busca de su amistad. Él encuentra a las X-Men Tormenta y Kitty Pryde, Dazzler y a Spider-Woman en el club, y tiene una confrontación mal entendida con ellas. La batalla termina pacíficamente, y Caliban vuelve a casa.
Poco después, Callisto desea un consorte y los Morlocks secuestran a Warren Worthington, Arcángel, miembro de los X-Men, para ser su esposo. Los X-Men llegan a las alcantarillas para rescatar a su aliado, y Kitty es infectada con un virus por Plaga. Caliban la lleva a su cuarto para cuidar de ella. Kitty le ruega a Caliban para que le permita ayudar a sus compañeros de equipo. Caliban está de acuerdo, pero solo si ella vuelve después de la pelea y se queda con él. Unas semanas más tarde, Callisto, vengativa, después de perder una batalla uno-a-uno con Tormenta, la líder de los X-Men, pide a los Morlocks secuestrar a Kitty para obligarla a casarse con Caliban, sabiendo que Tormenta iba a volver. Caliban, sin embargo, se dio cuenta de que Kitty no lo amaba y revocó su promesa. Kitty se convirtió en amiga de Calibán.
Más tarde, Caliban fue fusionado temporalmente por arte de magia con el Profesor X por Kulan Gat, durante un enfrentamiento con el hechicero.

### Jinete de Apocalipsis
Durante la masacre de los Morlocks, X-Factor rescató a Calibán de los Merodeadores, y Calibán juró vengarse. Con ningún otro lugar para quedarse, fijó su residencia en la sede de X-Factor con otros Morlocks. Más tarde, Masque se proclamó nuevo líder de los Morlocks, y todos volvieron a "El Callejón". Sin embargo, poco después, Rictor desapareció y Calibán sirvió como voluntario para ayudar a X-Factor a encontrarlo. Junto a X-Factor, luchó contra los jinetes de Apocalipsis. Caliban expresó su deseo de un mayor poder, por lo que Hombre de Hielo comenzó a enseñarle técnicas de combate. 
Poco tiempo después, el enemigo de X-Factor, Apocalipsis, secuestró a todo el equipo después de transformar a Arcángel en La Muerte. Caliban, intrigado por la transformación, traiciona a X-Factor y le pide a Apocalipsis a hacer lo mismo con él. Estando de acuerdo, Apocalipsis promete dar Calibán el poder suficiente para obtener venganza en contra de los Merodeadores que mataron a su familia Morlock. Cambia su nombre por el de Hellhound. A través de la manipulación genética, Caliban se convierte en el nuevo Jinete de La Muerte, cuando Arcángel se libera de Apocalipsis.
Cuando Apocalipsis fue derrotado en la Luna por Factor X y los Inhumanos, Caliban regresa a los túneles Morlock. Allí, localiza a Sabretooth, miembro de los Merodeadores, que está al acecho en las alcantarillas para encontrar y matar a más Morlocks. En el combate, Caliban derrota a Sabretooth y lo deja por muerto, sin darse cuenta de que tiene un factor de curación.
Como la Muerte, Calibán realiza varias tareas para su nuevo amo. Calibán atacó a Jean Grey y Cíclope en servicio a Apocalipsis (en realidad, Mr. Siniestro haciéndose pasar por Apocalipsis). Junto con Hambruna y Guerra, luego combate a los X-Men y son derrotados.

### Fuerza-X
Finalmente, Caliban en solitario, lucha contra el control de Apocalipsis a costa de sus facultades mentales. En un momento dado, cuando Sabretooth se une brevemente a los X-Men, Caliban secuestra a la joven x-man Júbilo, a cambio de Sabretooth, pero finalmente huye cuando Sabretooth hiere su rostro.
Aunque mentalmente inestable, Caliban conserva un enorme poder físico y se hizo amigo de Cable. Curiosamente, el color de Caliban cambia de blanco y monstruoso, a una forma de un amistoso ogro color púrpura. Cable invita a Calibán a unirse a su equipo de Fuerza-X. Calibán tiene muchas aventuras con el equipo. Cuando Mr. Siniestro invade la Mansión X, Caliban lo ataca con furia, pues Apocalipsis implantó mentalmente en el asesinar a Siniestro.
Tiempo después, Apocalipsis secuestra a Caliban. Esta vez, Apocalipsis hace de él su nuevo jinete de la Peste (casualmente, La Peste original fue Plaga, ex aliado Morlock de Calibán. Esta vez, el poder físico de Calibán aumentó aún más. Esta vez, los jinetes de Apocalipsis incluyen a Ahab, Ave de Muerte y Wolverine. Después de qu Apocalipsis se fusionó con Cíclope, Calibán se liberó de su servicio poco antes de que Cable destruyera el espíritu de Apocalipsis. 
Liberado de la servidumbre hacia Apocalipsis, Caliban, una vez más vuelve a su estado infantil a pesar de que conserva el físico monstruoso. Posteriormente, Calibán es capturado por un centro de investigación anti-mutante llamado la Watchtower, pero es liberado por Fuerza-X. Caliban se las arregla para ayudar a Fuerza-X a combatir a Skornn.

### Tras elDía M
Después del "Día M", Caliban se presentó en el Instituto Xavier como miembro de los "198". Más tarde, ayuda al escape de Los 198 junto con Domino y Shatterstar. Calibán era capaz de sentir el arsenal de armas en la base que se activaron gracias a Johnny Dee, un mutante que tenía controlada a parte del equipo. Los X-Men acudieron al rescate. Después de una corta batalla, las dos partes se unieron y, gracias a un esfuerzo, fueron capaces de liberar a Los 198.
Más tarde, mientras Caliban y Leech buscaban a los X-Men, Caliban fue gravemente herido por Masque, y se arrastra de camino al Instituto Xavier. Calibán entra en los túneles Morlock con Warpath, Tormenta y Hepzibah y encuentra y derrota personalmente a Masque.

### Muerte
Caliban se convierte en parte de una nueva versión de emergencia de Fuerza-X junto con Wolverine, Wolfsbane, X-23, Warpath y Hepzibah (todos los cuales, a excepción de Hepzibah, formaran la nueva encarnación del grupo). Durante una batalla con Lady Deathstrike y los Reavers, Caliban se sacrifica para salvar a Warpath saltando en el camino de una línea de balas dirigidas a él.

### Necrosha
Calibán es revivido a través del virus transmodal por Eli Bard y se presentó con Selene, con el fin de encontrar a otros mutantes muertos y la resucitarlos. Calibán es visto más tarde junto a la tumba del Nuevo Mutante Cypher y comenzó su resurrección. Cuando Selene fue derrotada, Caliban regresó a la tumba.

## Poderes
Caliban era un mutante con la capacidad para detectar y realizar un rastreo de otros mutantes,
Tras las modificaciones genéticas de Apocalipsis, recibió la capacidad para percibir y manipular los temores. Él también adquirió la capacidad de generar un virus que ataca psicoactivamente las funciones mentales de sus enemigos.

## Otras versiones

### Era de Apocalipsis
Caliban es el asistente personal de Domino. Es asesinado por el Sapo.

### Dinastía de M
Caliban es parte de los Merodeadores de Genosha.

### Ultimate Caliban
Él es parte de los Morlocks, y posee el poder de transformarse en un monstruo descomunal.

## En otros medios

### Televisión
- Caliban apareció en algunos capítulos de la serie animada X-Men, que incluye el episodio "isla de esclavos". También apareció en el episodio final de la temporada "The Fifth Horseman", en el que Caliban había sido transformado por Fabian Cortez en uno de los sabuesos de Apocalipsis (cumpliendo un papel similar a los jinetes), hasta que Júbillo puso a Caliban en contra de Cortez y el resto de los sabuesos que buscaban un mutante para usarlo como un nuevo cuerpo huésped para la reencarnación de Apocalipsis. En este episodio, Caliban fue reintegrado a un miembro de Los Morlocks, aunque nunca había aparecido en los episodios que presentan a la comunidad mutante subterránea.

- Caliban apareció por primera vez en X-Men: Evolution en septiembre de 2002 durante el capítulo “Day of Recovery” de la tercera temporada con la voz de Michael Dobson. En este capítulo, intercepta a Berzerker y sus amigos quienes se encontraban escapando de los humanos y los ayuda a refugiarse. Posteriormente aparece en el capítulo “The Stuff of Villains” donde es convocado por Scarlet Witch quien lo presiona para que le informe sobre el paradero de Magneto, pero al ver que este era incapaz de rastrear sus poderes porque era un mutante “demasiado avanzado”, le pide en cambio que rastree a su hermano Quicksilver. En noviembre de 2002 aparece por primera vez como integrante de Los Morlocks en el capítulo "Medidas Ex-tremas". También hizo algunos cameos sin diálogo en el episodio “Uprising” de la cuarta temporada.

### Cine
- Caliban aparece en la cinta X-Men: Apocalipsis de 2016, interpretado por Tómas Lemarquis. Era un vendedor de pasaportes falsos en el mercado negro de Berlín, Alemania. En esta película carece de su habilidad para detectar el poder de otros mutantes con su mente, más bien carece por completo de cualquier habilidad psíquica o de cualquier poder mutante, de hecho el único rasgo que lo identifica como un mutante es su piel pálida y su calvicie. En cambio, sus guardaespaldas telépatas, si podían rastrear a otros mutantes y le notificaban a Caliban sobre cualquier incidente alrededor del mundo (por ejemplo cuando le dijo a Mystique sobre lo que sucedió con la familia de Magneto), gracias a eso Caliban también proporcionaba servicios como informante. Cuando Apocalipsis llegó a su local, Caliban nunca anticipó su presencia y tampoco sabía dónde estaban los mutantes más poderosos que Apocalipsis buscaba, pero su guardaespaldas Psylocke si lo sabía, por eso Apocalipsis la reclutó a ella como uno de sus jinetes en lugar de Caliban como en los cómics.[21][22]

- Aparece en la cinta Logan de 2017, interpretado por Stephen Merchant.[23] Antes de los acontecimientos de la película, Caliban ayudó al Proyecto Transigen a localizar a algunos de los últimos mutantes restantes, pero se fue cuando vio lo equivocado de sus acciones y se escondió con los mismos mutantes que ayudó a localizar. Al ser reclutado por Logan, Caliban ayuda a cuidar de Charles Xavier que sufre de Alzheimer. Más adelante, intenta llevarse a Donald Pierce desmayado por instrucciones de Logan y tirarlo en algún lugar fuera de su refugio, pero Pierce lo amenaza a punta de pistola y los Reavers se lo llevan secuestrado. Después que Logan, Xavier y Laura escapan, Caliban es torturado por Pierce quien lo expone a la luz del sol, quemándolo severamente, para obligarlo a rastrear a los tres mutantes con su poder. Caliban cumple, pero les da poca información sobre el paradero de Logan, Xavier y Laura. Después de que los Reavers fracasaran en capturar a Logan y compañía, el Dr. Zander Rice habla con Caliban y lo manipula para que le dé su ubicación prometiendo a cambio que Logan y Xavier no serían lastimados. Cuando Caliban los conduce a la granja de Munson, se sorprende al ver un clon de Logan matando a Xavier. Decidido a rebelarse contra sus captores y darle a Logan y Laura una oportunidad de escapar, Caliban roba dos granadas y les quita el seguro, matándose y destruyendo la furgoneta en la que estaba. El Reaver en la furgoneta con él también fue asesinado, pero Pierce sobrevivió a la explosión. El cuerpo carbonizado de Caliban se ve más tarde en las instalaciones de Transigen, donde Rice ordena a sus científicos que extraigan parte de su tejido para futuros experimentos debido a su capacidad de rastreo y su intelecto.

Al igual que sucedió con las películas anteriores sobre los personajes de los X-Men producidas por Fox, en esta película hay un error de continuidad que afectó a Caliban. El personaje ya había aparecido en X-Men: Apocalipsis ambientada en 1983 y se veía como un adulto joven. Sin embargo se sigue viendo igual de joven cuando aparece en Logan ambientada en el futuro de 2029 (46 años después de los eventos de X-Men: Apocalipsis), a pesar de que Caliban no posee un factor curativo que retrasa su envejecimiento como Logan. Tampoco explican cómo es que Caliban pasó de ser un mutante alemán sin poderes rodeado de guardaespaldas telépatas y vendedor de pasaportes falsos en el mercado negro de Berlín a ser un mutante americano que obtuvo la habilidad de rastrear a otros mutantes y un exmiembro de Transigen que se unió a los X-Men, o qué fue lo que lo motivó a formar parte de los X-Men. James Mangold, el director de esta película no intentó disimular el error y explicó que fue por falta de comunicación con los escritores de X-Men: Apocalipsis.

### Videojuegos
- Caliban aparece en el videojuego X-Men: Destiny con la voz de Bob Glouberman.

### Juguetes
- Caliban recibió una figura de acción en la línea de juguetes Toy Biz X-Force. Esta figura estaba en su personaje de Muerte.